# Giulia (luchadora)
Eimi Gloria Matsudo (松戸グロリア英美 Matsudo Guroria Eimi?, Londres, Inglaterra, 21 de febrero de 1994), conocida como Giulia (ジュリア Juria?), es una luchadora profesional japonesa. Actualmente trabaja para la empresa estadounidense WWE, donde se presenta en la marca SmackDown, donde es la actual Campeona de los Estados Unidos de la WWE, que se encuentra en su primer reinado
También es conocida por haber trabajado para World Wonder Ring Stardom, y Ice Ribbon, donde luchó desde su debut en 2017 hasta octubre de 2019.

## Carrera

### Ice Ribbon (2017-2019)
Hizo su debut en octubre del mismo año, haciendo equipo con el legendario Takako Inoue en una derrota ante Nao Date y Satsuki Totoro. En noviembre, ingresó al Torneo Young Ice donde fue eliminada por Totoro en la primera ronda. En abril, luchó contra el as de Ice Ribbon Tsukasa Fujimoto por primera vez, perdiendo en 39 segundos. El 24 de septiembre, derrotó a Asahi por su primera victoria. El 1 de octubre, fue invitada por el legendario Toshiaki Kawada para competir en uno de sus espectáculos de "Guerra Santa", donde fue derrotada por el veterano Comando Bolshoi. Días después, fue derrotada por Aja Kong en un mano a mano en Oz Academy. En la última parte del año, comenzó una pelea con Tequila Saya, que finalmente compró a los luchadores masculinos Shinya Aoki y Hideki Suzuki, quienes actuaron como mentores para las luchadoras y les enseñaron nuevos movimientos a lo largo de su disputa.
Después de una lucha el 31 de diciembre donde Saya y Suzuki fueron derrotados por Giulia y Aoki, las dos mujeres se reconciliaron y formaron un equipo conocido como "Burning Raw". Al final del año, recibió el premio "New Face" de Ice Ribbon, el equivalente al novato ganador del año. El 27 de enero, Burning Raw desafió infructuosamente a Kyuri y Maika Ozaki por el Campeonato Internacional en Parejas de Ice Ribbon. Después del 17 de febrero, anunció que se tomaría un mes de descanso de la lucha ibre profesional debido al daño en los nervios de su cadera. Después de regresar, comenzó una pelea con Maya Yukihi, que culminó con Giulia desafiando sin éxito el Campeonato ICE Cross Infinity el 25 de mayo. En julio, Burning Raw derrotó a Yukihi y Risa Sera para ganar el Campeonato Internacional en Parejas de Ice Ribbon. Después de 3 meses como campeonas, perdieron los títulos ante Yukihi y Sera en su revancha el 23 de septiembre. En un anuncio sorpresa el 13 de octubre, Giulia anunció que abandonaría abruptamente Ice Ribbon.

### World Wonder Ring Stardom (2019-2024)
Al día siguiente, anunció que había firmado con World Wonder Ring Stardom. El 4 de enero de 2020, Giulia y Hana Kimura fueron derrotadas por Mayu Iwatani y Arisa Hoshiki en un combate de equipo especial Stardom en el evento Wrestle Kingdom 14 de New Japan Pro-Wrestling. El 24 de marzo, Giulia derrotó a Jungle Kyona, Momo Watanabe, su compañera de stable Donna Del Mondo Syuri y finalmente Natsuko Tora para ser coronado como la ganadora del Cinderella Tournament 2020. El 26 de julio gana el Wonder of STARDOM Champion vacante ante Tam Nakano.

### WWE (2024-presente)
El 6 de abril del 2024, en el evento de NXT Stand & Deliver, se presentó ante el universo de la WWE acompañada del exluchador William Regal. Más tarde ese día, subió una foto en la red social X (Twitter), registrando un apretón de manos con el jefe creativo de WWE, Triple H, insinuando que había firmado con la empresa. 
Su debut se produjo el 1 de septiembre en NXT No Mercy, encarando a la campeona femenina, Roxanne Perez, luego de la victoria de ésta sobre Jaida Parker. En tanto, su primera lucha se registró el 10 de septiembre, con una victoria ante Chelsea Green.
El 6 de noviembre de 2024, en el especial NXT 2300, hizo equipo con Jordynne Grace, Kelani Jordan, Stephanie Vaquer & Zaria, para derrotar a Roxanne Perez, Cora Jade & Fatal Influence (Fallon Henley, Jacy Jayne & Jazmyn Nyx). Un mes más tarde, el 7 de diciembre de 2024, en el evento NXT Deadline, se impuso a Sol Ruca, Stephanie Vaquer, Zaria y Wren Sinclair en un Iron Survivor Challenge y ganó una oportunidad por el Campeonato Femenino de NXT.
El 5 de abril de 2024, Giulia fue vista tomándose fotos con los fanáticos en la Convención Mundial de la WWE. Al día siguiente, se rumoreó que Giulia había firmado con la WWE y comenzaría en su marca de desarrollo NXT una vez que terminara con todas sus apariciones planeadas en Japón. En NXT Stand & Deliver se la mostró entre la multitud sentada con el vicepresidente de Desarrollo de Talentos Globales William Regal y Rossy Ogawa. El 11 de abril, en una entrevista con Tokyo Sport, Giulia dijo que no podía confirmar ningún informe, pero que haría un anuncio "en un futuro no muy lejano". El 1 de septiembre, Giulia hizo su debut oficial en NXT No Mercy, enfrentándose a la Campeona Femenina de NXT Roxanne Pérez después de la exitosa defensa del título de Pérez. Hizo su debut en el ring de la WWE en el episodio del 10 de septiembre de NXT, donde derrotó a Chelsea Green. En la Semana 1 del estreno de NXT en CW el 1 de octubre, Giulia no pudo ganar el título de Pérez después de la interferencia de Cora Jade, que regresaba. En la semana siguiente, Giulia se alió con su ex rival Stephanie Vaquer para derrotar a Pérez y Jade. En el episodio del 15 de octubre de NXT, Giulia salvó a Vaquer de una paliza por parte de Pérez y Jade después del debut en el ring de Vaquer, y más tarde se anunció que las cuatro se enfrentarían en una lucha por equipos en NXT Halloween Havoc, que ganaron. En NXT Deadline el 7 de diciembre, Giulia ganó el Iron Survivor Challenge femenino para ganar una lucha por el Campeonato Femenino de NXT
En NXT: New Year's Evil el 7 de enero de 2025, derrotó a la campeona reinante Roxanne Pérez para ganar el título, su primera victoria de campeonato en la WWE.

#### Campeona Femenina de los Estados Unidos (2025-presente)
El 21 de abril, Giulia hizo su primera aparición en el elenco principal de Raw después de WrestleMania 41 junto a Roxanne Perez, interfiriendo en un combate entre la Campeona Mundial Femenina Iyo Sky y la Campeona Femenina de NXT Stephanie Vaquer. En el episodio del 12 de mayo de Raw, Giulia y Roxanne perdieron ante Sky y Rhea Ripley en un combate por equipos. En el episodio del 16 de mayo de SmackDown, Giulia fue anunciada como la nueva integrante de la marca SmackDown. La semana siguiente, Giulia hizo su debut en SmackDown, derrotando a Charlotte Flair y a la Campeona Femenina de los Estados Unidos Zelina Vega en un combate de triple amenaza para clasificarse para el combate de escaleras Money in the Bank, pero no ganó el combate en el evento.  En el episodio del 27 de junio de SmackDown en Arabia Saudita, Giulia derrotó a Vega para ganar el Campeonato Femenino de los Estados Unidos.

## Controversias
En más de una ocasión se le ha acusado de actitud antiprofesional, la más conocida fue cuando anunció su repentina salida de Ice Ribbon el 13 de octubre y debutaría en Stardom justo después de la fecha de retiro de su compañera de Burning Raw Tequila Saya que había sido cancelada por un huracán, posteriormente sería vetada de la empresa. El 22 de abril para un enlace para el canal de YouTube de Stardom, se le ve tomando hasta quedar en estado de ebriedad, después de dos horas de transmisión. Actualmente se ha alejado de las controversias.

## Vida personal
Giulia nació en Londres, Inglaterra, de padre italiano y madre japonesa, y se crio en la Prefectura de Chiba de Japón. A los 20 años, adquirió la nacionalidad japonesa, renunciando a la italiana. Trabajó como gerente en un restaurante italiano antes de postularse para entrenarse como luchadora profesional con Ice Ribbon en 2017.

## Campeonatos y logros
- Ice Ribbon

Giulia con el cinturón del WWE Women's United States Championship.

  - International Ribbon Tag Team Championship (1 vez) – con Tequila Saya

- New Japan Pro-Wrestling
  - NJPW STRONG Women's Championship (1 vez)

- World Wonder Ring Stardom
  - World of Stardom Championship (1 vez)
  - Wonder of Stardom Championship (1 vez)
  - Goddess of Stardom Championship (1 vez) – con Syuri
  - Artist of Stardom Championship (1 vez) – con Maika & Syuri
  - Cinderella Tournament (2020)

- World Wrestling Entertainment
  - WWE Women's United States Championship (1 vez, actual)
  - NXT Women's Championship (1 vez)
  - Iron Survivor Challenge en NXT Deadline (2024)

- Pro Wrestling Illustrated
  - Situada en el Nº54 en el PWI Female 100 en 2020
  - Situada en el Nº16 en el PWI Women's 150 en 2021
  - Situada en el Nº57 en el PWI Women's 150 en 2022
  - Situada en el Nº2 en el PWI Female 250 en 2023
  - Situada en el Nº21 en el PWI Female 250 en 2024

### Lucha de Apuestas
| Ganadora               | Perdedora          | Lugar        | Evento                    | Fecha              | Notas |
| ---------------------- | ------------------ | ------------ | ------------------------- | ------------------ | ----- |
| Tam Nakano (cabellera) | Giulia (cabellera) | Tokio, Japón | All Star Dream Cinderella | 3 de marzo de 2021 |       |